# 黄蘊瑤
黄 蘊瑤（ウォン・ワンユ、Wong Wan-Yiu、Jamie、1986年11月4日 - ）は、香港の女子自転車競技選手。

## 来歴
2010年
- アジア競技大会 ポイントレース 2位
  - 34周目に羅アルム（韓国）がまず転倒し、その後当人を含めて6人が乗り上げ、合計7人が落車した。しかし、5人はその時点で棄権したものの、当人と易芳如（チャイニーズタイペイ）だけは再乗。2人はその後ゴールし、当人は2位、易は4位に入った。

2011年
- 香港選手権 個人ロードレース 優勝
- 第31回アジア自転車競技選手権大会
  - スクラッチ 2位
  - 団体追抜 3位
  - ポイントレース 3位

2012年
- 第32回アジア自転車競技選手権大会
  - ポイントレース 優勝
  - 個人追抜 2位

2013年
- 第33回アジア自転車競技選手権大会
  - ポイントレース 優勝
  - ITT 3位